# Purdin
Purdin és una població dels Estats Units a l'estat de Missouri. Segons el cens del 2000 tenia 223 habitants, 96 habitatges, i 57 famílies. La densitat de població era de 277,7 habitants per km².